# Kim Naumenko
Kim Jełysejowycz Naumenko (ukr. Кім Єлисейович Науменко; ur. 19 sierpnia 1930 w Barwinkowem, zm. 15 grudnia 2013) – ukraiński historyk i archiwista.
W latach 1951–1976 oficer artylerii Armii Radzieckiej. W 1973 ukończył zaocznie wydział historii Państwowego Instytutu Pedagogicznego w Błagowieszczeńsku. Od 1977 podpułkownik rezerwy, zamieszkał we Lwowie. W latach 1989–2011 pracownik Instytutu Ukrainoznawstwa Narodowej Akademii Nauk Ukrainy. Zainteresowania badawcze: historia wojskowości Ukrainy, historia ukraińskiego ruchu niepodległościowego pierwszej połowy XX wieku. Jest autorem i współautorem 25 książek historycznych, ponad 200 publikacji prasowych, ok. 400 artykułów encyklopedycznych.

## Źródła
- Науменко Кім Єлисейович